# 兹德涅克·格勒斯尔
兹德涅克·格勒斯尔（捷克語：Zdeněk Groessl，1941年9月8日—2023年11月17日），捷克男子排球运动员。他曾代表捷克斯洛伐克国家队参加1968年和1972年夏季奥林匹克运动会排球比赛，其中1968年奥运会获得一枚铜牌。